# Люст, Раймар
Раймар Люст (нем. Reimar Lüst; 25 марта 1923, Бармен (ныне в составе Вупперталя), Пруссия — 31 марта 2020, Гамбург, Германия) — немецкий астрофизик, президент Общества Макса Планка (1972—1984), генеральный директор Европейского космического агентства (1984—1990), президент фонда Александра фон Гумбольдта (1989—1999).

## Биография
Раймар Люст родился 25 марта 1923 года в городе Бармен (ныне в составе Вупперталя) в семье лютеранского пастора. С 1933 года учился в гимназии в Касселе. В 1941 году Люст был призван на военную службу в Кригсмарине, служил в подводном флоте в звании лейтенанта. 11 мая 1943 года подводная лодка U-528, на которой он служил, была атакована британским флотом в районе Бискайского залива, в результате чего получила серьёзные повреждения и затонула. Люсту удалось выбраться на поверхность воды и доплыть до британского судна, где он был взят в плен (из экипажа подводной лодки 45 человек спаслись, а 11 погибли). Сначала он находился в лагере для военнопленных в Англии, а затем был перемещён в Мексию (штат Техас, США), где пробыл до 1945 года.
После возвращения в Германию, в 1946—1949 годах Люст учился во Франкфуртском университете имени Иоганна Вольфганга Гёте, а в 1951 году получил докторскую степень в Гёттингенском университете. Его научным руководителем был Карл Фридрих фон Вайцзеккер, тема диссертации — «Развитие газовой массы, вращающейся вокруг центрального тела» (нем. Die Entwicklung einer um einen Zentralkörper rotierenden Gasmasse). С 1951 года Люст работал ассистентом в Институте физики Общества Макса Планка, который в то время находился в Гёттингене, а в 1955 году был переведён в Мюнхен.
Получив стипендию от программы Фулбрайта, в 1955—1956 годах Люст работал в США — сначала в Институте Энрико Ферми Чикагского университета, а затем в Принстонском университете. В 1959 году Люст преподавал физику в Мюнхенском университете, а с 1960 года работал научным сотрудником Института физики и астрофизики Общества Макса Планка. Кроме этого, Люст работал приглашённым профессором в Нью-Йоркском университете (1959), Массачусетском технологическом институте (1961) и Калифорнийском технологическом институте (1962). В 1964 году он стал профессором Мюнхенского университета, а с 1992 года был профессором Гамбургского университета.
Люст занимал ряд высоких постов в немецких и международных научно-технических организациях. В 1962—1964 годах он был научным руководителем (англ. Scientific Director) Европейской организации космических исследований, а в 1968—1970 годах — вице-президентом этой организации. C 1963 по 1972 год Люст был директором Института внеземной физики Общества Макса Планка, а в 1972—1984 годах — президентом Общества Макса Планка. В 1969—1972 годах Люст был председателем Научного совета ФРГ. В 1984—1990 годах он был генеральным директором Европейского космического агентства, а в 1989—1999 годах — президентом фонда Александра фон Гумбольдта.
Раймар Люст скончался 31 марта 2020 года в Гамбурге в возрасте 97 лет.

## Награды, премии и почётные звания
- Медаль Вильгельма Экснера (1987)[8]
- Премия Аденауэра — де Голля[англ.] (1994)[1]
- Офицер Ордена Почётного легиона
- Большой крест со звездой и плечевой лентой ордена «За заслуги перед Федеративной Республикой Германия»
- Орден Максимилиана «За достижения в науке и искусстве» (1984)

## Память
В честь Раймара Люста назван астероид (4386) Люст, открытый 26 сентября 1960 года астрономами Корнелисом Йоханнесом ван Хаутеном и Томом Герельсом в рамках Паломар-лейденского проекта.
Фонд Александра фон Гумбольдта и фонд Фрица Тиссена учредили ежегодные премии Раймара Люста, вручаемые иностранным (по отношению к Германии) учёным, работающим в области гуманитарных и социальных наук.